# Hôtel Avala
L'hôtel Avala (en serbe cyrillique : Хотел Авала ; en serbe latin : Hotel Avala) est un édifice situé sur le mont Avala, en Serbie, sur le territoire de la Ville de Belgrade et dans la municipalité de Voždovac. Construit en 1931, il est inscrit sur la liste des biens culturels protégés de la Ville de Belgrade.

## Présentation
L'hôtel Avala a été construit en 1931 sur des plans de l'architecte russe Viktor Lukomski. Il est situé sur un plateau auquel on accède par des allées et des escaliers qui conduisent ensuite au sommet du mont Avala et au monument du Héros inconnu.

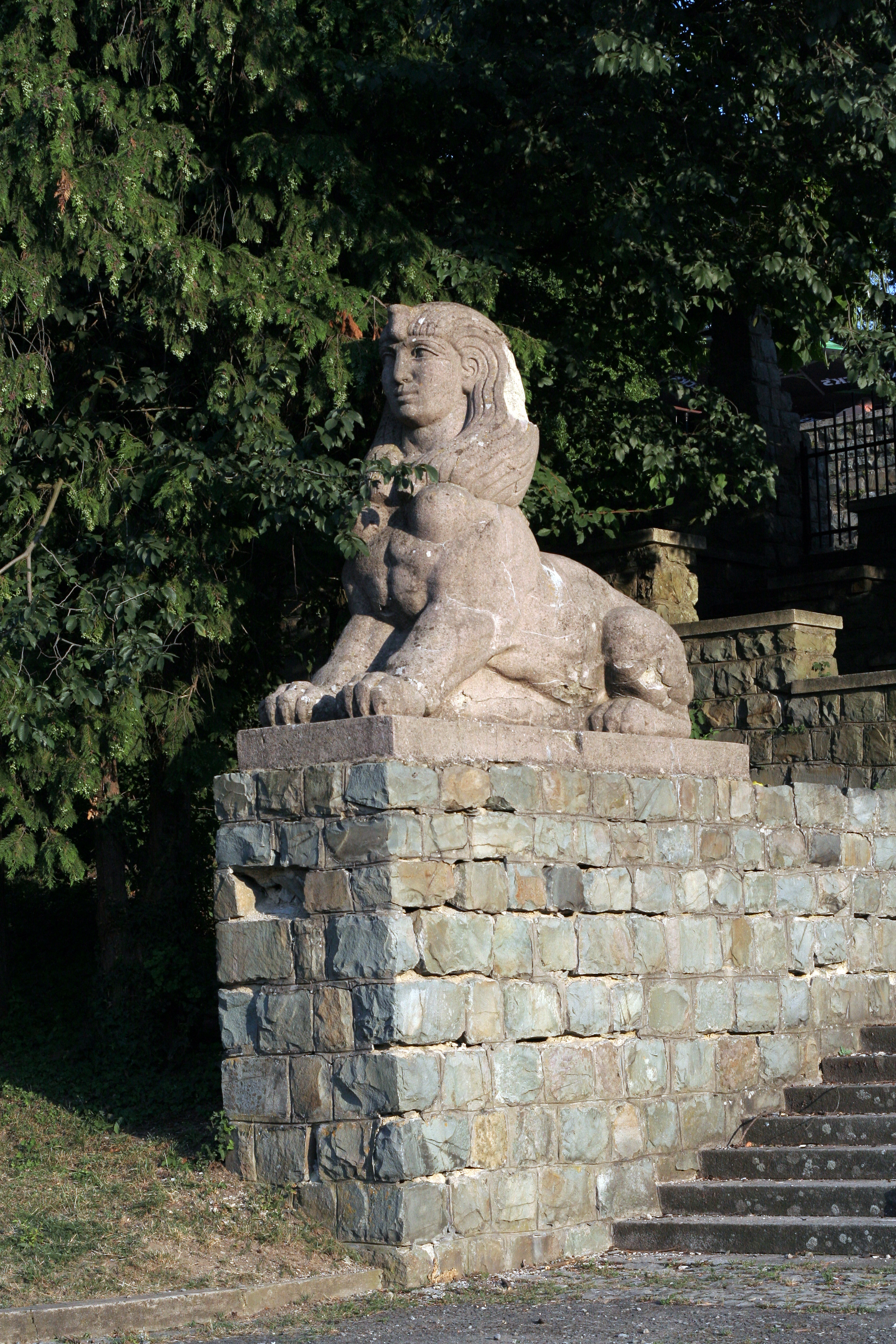
L'un des sphinx de l'hôtel Avala

Le bâtiment principal est constitué de trois étages et dispose d'annexes qui descendent en escalier le long des pentes. L'ensemble est traité dans un style néorenaissance avec de nombreux éléments décoratifs rappelant l'architecture serbo-byzantine (corniches, colonnes, chapiteaux, archivoltes etc.). Des éléments empruntés à l'architecture traditionnelle serbe se retrouvent aussi dans les porches en arcades. En revanche, le toit plat et les ouvertures rectangulaires sans ornement donnent au bâtiment une allure moderne. Ce mélange entre les architectures modernes et traditionnelles donne à l'hôtel une importante valeur architecturale ; l'édifice est considéré comme une œuvre majeure de l'architecte Lukomski.
L'escalier à balustrades qui mène à une terrasse située sur le côté nord du bâtiment est flanqué de deux grands sphinx en pierre artificielle réalisés par le sculpteur russe Vladimir Zagorodniuk.